# Evangelisch-Lutherische Kirche in Usbekistan
Die Evangelisch-Lutherische Kirche in Usbekistan (ELKU) ist eine selbständige regionale Kirche im Verbund der Evangelisch-Lutherischen Kirche in Russland, der Ukraine, in Kasachstan und Mittelasien. Ihr Amtssitz ist Taschkent.

## Kirchenstruktur
Die ELKU umfasst sieben Gemeinden in Usbekistan, die von zwei Pfarrern und zehn Predigern betreut werden. Die größten Gemeinden sind:
- Taschkent
- Chirchiq
- Samarkand
- Fergana

### Kirchenamt

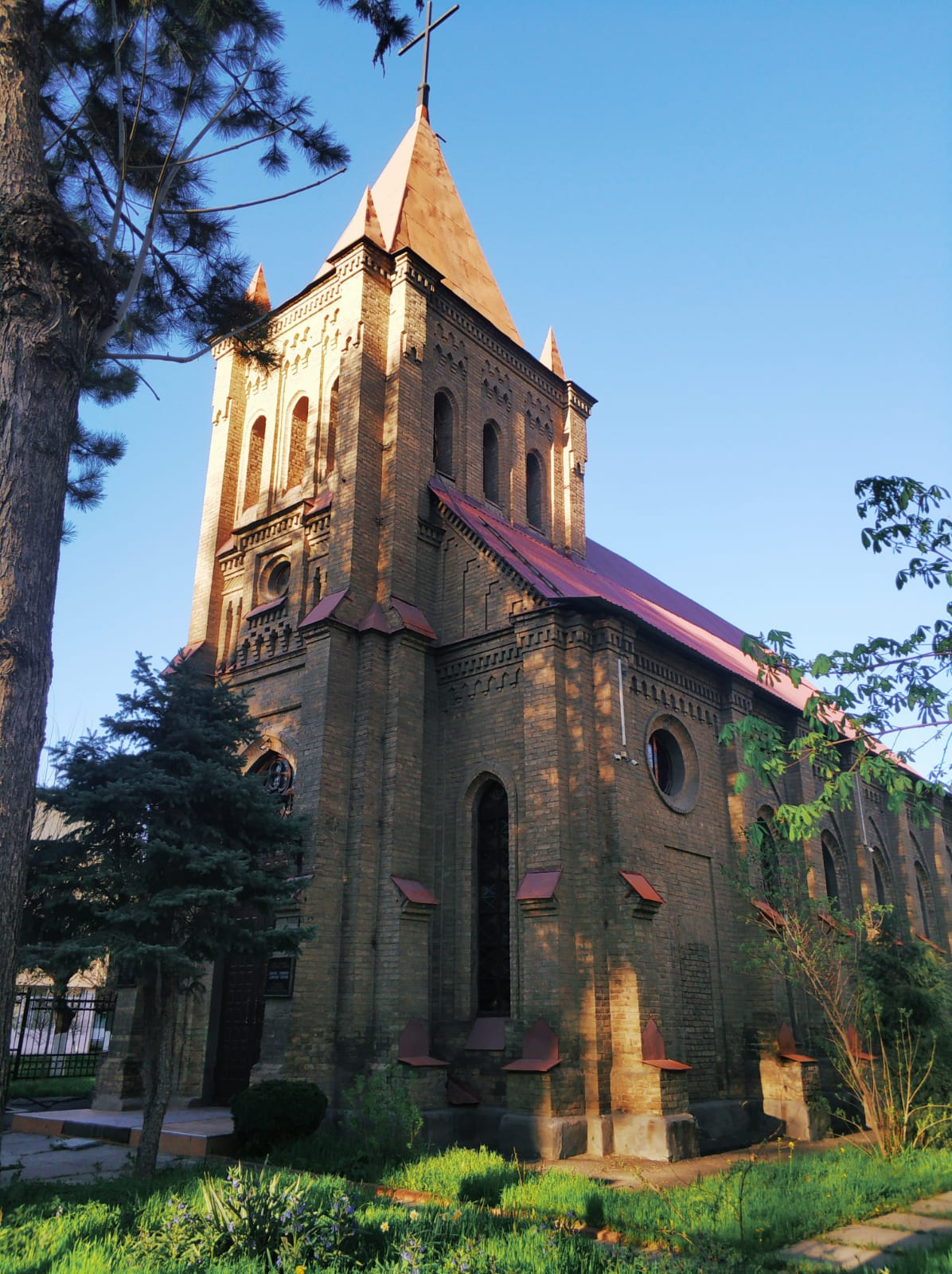
Evangelisch-Lutherische Kirche Taschkent.

Das kirchliche Zentrum der Evangelisch-Lutherischen Kirche in Usbekistan befindet sich in Taschkent 700000, ul. Akademika Sadyka Asimowa 37. Dort ist auch der Amtssitz des Bischofs und das Büro der Synode.

### Synode
Die regionale Synode ist höchstes Verfassungs- und Entscheidungsgremium der ELKU. Präsidentin ist zurzeit Gilda Raspopowa. In die Synode entsenden alle Kirchengemeinden ihre Delegierten.

### Bischof
Die geistliche Leitung der ELKU obliegt dem Bischof, der auch zum Bischofsrat der Evangelisch-Lutherischen Kirche in Russland, der Ukraine, in Kasachstan und Mittelasien gehört. Das Bischofsamt bekleidete bis zu seinem Tod 2015 Kornelius Wiebe. Seither ist das Amt vakant.

## Partnerschaften
Die Evangelisch-Lutherische Kirche in Usbekistan unterhält partnerschaftliche Beziehungen zum Gustav-Adolf-Werk der Evangelischen Kirche in Hessen und Nassau in Darmstadt.